# 도도부현청 소재지
도도부현청 소재지(都道府県庁所在地)는 도청(都庁), 도청(道庁), 부청(府庁), 현청(県庁)이 있는 일본의 도시를 말한다.

## 목록
- 홋카이도 및 도호쿠 지방

| 도도부현   | 현청 소재지 | 비교         |
| ---------- | ----------- | ------------ |
| 홋카이도   | 삿포로시    | 정령지정도시 |
| 아오모리현 | 아오모리시  | 중핵시       |
| 이와테현   | 모리오카시  | 중핵시       |
| 미야기현   | 센다이시    | 정령지정도시 |
| 아키타현   | 아키타시    | 중핵시       |
| 야마가타현 | 야마가타시  | 특례시       |
| 후쿠시마현 | 후쿠시마시  |              |

- 간토 지방

| 도도부현   | 현청 소재지  | 비교         |
| ---------- | ------------ | ------------ |
| 이바라키현 | 미토시       | 특례시       |
| 도치기현   | 우쓰노미야시 | 중핵시       |
| 군마현     | 마에바시시   | 중핵시       |
| 사이타마현 | 사이타마시   | 정령지정도시 |
| 지바현     | 지바시       | 정령지정도시 |
| 도쿄도     | 신주쿠구     | 특별구       |
| 가나가와현 | 요코하마시   | 정령지정도시 |

- 주부 지방

| 도도부현   | 현청 소재지 | 비교         |
| ---------- | ----------- | ------------ |
| 니가타현   | 니가타시    | 정령지정도시 |
| 도야마현   | 도야마시    | 중핵시       |
| 이시카와현 | 가나자와시  | 중핵시       |
| 후쿠이현   | 후쿠이시    | 특례시       |
| 야마나시현 | 고후시      | 특례시       |
| 나가노현   | 나가노시    | 중핵시       |
| 기후현     | 기후시      | 중핵시       |
| 시즈오카현 | 시즈오카시  | 정령지정도시 |
| 아이치현   | 나고야시    | 정령지정도시 |

- 긴키 지방

| 도도부현   | 현청 소재지 | 비교         |
| ---------- | ----------- | ------------ |
| 미에현     | 쓰시        |              |
| 시가현     | 오쓰시      | 중핵시       |
| 교토부     | 교토시      | 정령지정도시 |
| 오사카부   | 오사카시    | 정령지정도시 |
| 효고현     | 고베시      | 정령지정도시 |
| 나라현     | 나라시      | 중핵시       |
| 와카야마현 | 와카야마시  | 중핵시       |

- 주고쿠 지방

| 도도부현   | 현청 소재지 | 비교         |
| ---------- | ----------- | ------------ |
| 돗토리현   | 돗토리시    | 특례시       |
| 시마네현   | 마쓰에시    | 특례시       |
| 오카야마현 | 오카야마시  | 정령지정도시 |
| 히로시마현 | 히로시마시  | 정령지정도시 |
| 야마구치현 | 야마구치시  |              |

- 시코쿠 지방

| 도도부현   | 현청 소재지 | 비교   |
| ---------- | ----------- | ------ |
| 도쿠시마현 | 도쿠시마시  |        |
| 가가와현   | 다카마쓰시  | 중핵시 |
| 에히메현   | 마쓰야마시  | 중핵시 |
| 고치현     | 고치시      | 중핵시 |

- 규슈 지방 및 오키나와

| 도도부현   | 현청 소재지 | 비교         |
| ---------- | ----------- | ------------ |
| 후쿠오카현 | 후쿠오카시  | 정령지정도시 |
| 사가현     | 사가시      |              |
| 나가사키현 | 나가사키시  | 중핵시       |
| 구마모토현 | 구마모토시  | 정령지정도시 |
| 오이타현   | 오이타시    | 중핵시       |
| 미야자키현 | 미야자키시  | 중핵시       |
| 가고시마현 | 가고시마시  | 중핵시       |
| 오키나와현 | 나하시      | 중핵시       |